# Cyril Oscar Lawrence
Cyril Oscar Lawrence MC, ED, avstralski general, * 1889, † 1981.
Med drugo svetovno vojno je bil poveljnik inženircev 4. divizije (1942) in glavni inženirec 3. korpusa (1942–1944). Upokojil se je leta 1944, a so ga že naslednje leto reaktivirali in imenovali za namestnika direktorja oddelka za ponovno vzpostavitev v sklopu Ministrstva za povojno obnovo; dokončno se je upokojil leta 1950.